# دهستان بازان
دهستان بازان نام دهستانی در بخش مرکزی شهرستان جوانرود، استان کرمانشاه در ایران است. براساس سرشماری مرکز آمار ایران در سال ۱۳۸۵، جمعیت آن ۵۲۵۷ نفر (۱۱۱۶ خانوار) بوده‌است.